# Lev Kofman
Lev Kofman (n. 17 iunie 1957, URSS, Siberia - d. 12 noiembrie 2009, Toronto, Canada) a fost un astrofizician sovieto-canadian, cosmolog, doctor în științe fizico-matematice, laureat al medialiei Academiei de științe din URSS pentru tinerii savanți de până la 35 de ani.

## Biografie
A fost membru ULCT din anul 1971. În anul 1979 a absolvit Universitatea din Tartu.Ulterior a fost doctorand la Institutul de fizică teoretică Landau din Moscova, unde conducător științific i-a fost  Alexei Starobinskii. În anul 1984 a susținut teza de candidat în științe, iar din anul 1987 lucrează la Institutul de astrofizică și fizică a atmosferei al Academiei de științe din Estonia. Din anul 1991 lucrează la Institutul canadian de fizică teoretică din Toronto (CITA), iar între anii 1993-1998  la Universitatea din Hawaii. Între anii 1998 și 2009 a fost director executiv al CITA. 

## Creația științifică
Domeniiile principale de creație științifică ale lui Kofman au fost fizica găurilor negre și cosmologia, în speță, teoria Universului inflaționar, la care a contribuit printr-un  aport original, reușind să  sintetizeze rezultatele științifice obținute anterior independent de către profesorii A.D. Linde și A.A. Starobinskii, precum și adăugind unele idei noi, cum ar fi  Universul foyerwerk,  preîncălzirea și  reîncălzirea Universului după stadiul de inflație, structura la scară largă a Universului, domeniu profesat anterior de către savanții din fosta URSS (Einasto și alți oameni de știinșă de pretutindeni: Alan Guth,  Peebles și alții). Primele cercetări ale lui Kofman în domeniul cosmologiei se referă la modoficările radiației cosmice de microundă, cauzate de constanta cosmologică nenulă.

## Publicații
- Kofman a publicat în colaborare 146 de articole, teze, contribuții la conferințe internaționale, având un indice H=52 (ADS NASA), iar numărul citarilor la un articol alcătuiește 105 (SPIRES).

## Distincții
- Medalia Academiei de științe din URSS pentru tinerii savanți